# Sterilitate (fiziologie)
În medicină și în biologie în general, sterilitatea (numită și infertilitate) denumește absența capacității de înmulțire pe cale sexuală.
La animale și la om se întâlnește la ambele sexe și poate fi de două tipuri:
- sterilitate primară: se referă la acele cupluri care nu au avut sarcini în antecedente;
- sterilitate secundară: se referă la acele cupluri care au conceput măcar o data un copil (fără ca sarcina să fie dusă neapărat la termen), dar nu pot concepe ulterior.

Sterilitatea la om poate fi datorată extirpării glandelor sexuale, distrugerii celulelor reproducătoare (de exemplu prin raze X), blocării mecanice sau inflamatorii a căilor genitale, a unor boli ca tuberculoza, sifilisul etc.
La animale se poate datora unor boli ale organelor de reproducere sau unor boli generale (exemple: bruceloza, tuberculoza etc.), fie unor condiții neraționale de întreținere, alimentație și exploatare.
Epuizarea sexuală sau influența unor factori congenitali pot, de asemenea, constitui cauze ale infertilității.
Acest articol conține text din Dicționarul enciclopedic român (1962-1966), aflat acum în domeniul public.